# Хейс, Фрэнк
Фрэнк Хейс (Хейз) (англ. Frank Hayes; 1901, США — 4 июня 1923, Элмонт, Нью-Йорк) — американский жокей, победивший в одной из скачек (стипль-чез), во время которой умер от сердечного приступа.

## Биография
По профессии был тренером по верховой езде, принимая иногда участие в скачках как жокей. В течение своей жизни ему не удавалось победить ни в одной из скачек. Победный и в то же время роковой заезд состоялся 4 июня 1923 года в Belmont Park, штат Нью-Йорк, США. Выступая на лошади по имени «Сладкий поцелуй» (англ. Sweet Kiss), принадлежавшей американке Фрейлинг (англ. Frayling) и считавшейся аутсайдером заезда, Фрэнк Хейс получил сердечный приступ предположительно в середине скачки и умер. Лошадь, ставки на которую принимались 20:1, победила с уже умершим жокеем. Мисс Фрейлинг и чиновники обнаружили это, когда пришли поздравить победителя.
Фрэнк Хейс был похоронен спустя три дня, победившая лошадь в скачках более никогда не участвовала, а её владелица дала ей новое имя «Сладкий поцелуй смерти» (англ. Sweet Kiss of Death).